# 俺の屍を越えてゆけ
『俺の屍を越えてゆけ』（おれのしかばねをこえてゆけ）は、1999年にソニー・コンピュータエンタテインメントより発売されたPlayStation用ロールプレイングゲーム。通称「俺屍（オレシカ）」。ゲームデザインは桝田省治、開発はアルファ・システム。
平安時代の日本をベースとした独特の世界観やキャラクター、健康度に代表される独自のゲームシステムで知られる。タイトルの由来は、『週刊少年ジャンプ』の読者コーナーを担当している「どんちゃん」（井沢ひろし）が、桝田と喫茶店かどこかで打ち合わせをしているときに、「なんていうかもう、俺の屍を越えてゆけって感じですよ！」とか話しているのを聞いて、「あ、そのフレーズいいな。頂き」というわけで付けたタイトル名とのこと。
2007年2月22日からはゲームアーカイブスでダウンロード販売（当初はPSPのみ対応、4月26日よりPLAYSTATION 3に追加対応）されている。2011年11月10日に、PS版のスタッフによるPSP版リメイクが発売された。2014年7月17日には続編の『俺の屍を越えてゆけ2』が発売された。

## ストーリー
平安時代、京の都は朱点童子を頭目とする鬼たちの襲撃によって壊滅寸前に追い込まれた。事態を重く見た帝は勇士たちを集め、朱点童子の住む大江山へと討伐に向かわせるが、朱点童子に指一本触れることなく、ことごとく戦死した。
そうした中、お輪と源太という一組の夫婦が朱点童子の居城・朱点閣へと迫っていった。2人は奮闘するも、源太は囚われの誰かの娘を利用した朱点の罠にかかって討ち死にし、お輪も住いに残したはずの幼い我が子をタテに捕らわれてしまう。お輪は自らの服従を条件に、我が子の解放を懇願し朱点はこれを受諾した。
一応嘘はつかないと自称した朱点により残された幼子を解放するのだが、卑劣にもさらに朱点童子は幼子に2つの呪いをかける。1つは常人よりも数倍のスピードで成長し、生後わずか1年半から2年以内に死亡する「短命の呪い」であり、もう1つは人と交わり、子を生すことができない「種絶の呪い」である。
一方で、地上の様子を憂いていた神々がこの一部始終を見て、呪いをかけられた源太とお輪の子供に力を貸すことを決めていた。
神々によって助けられた源太とお輪の子は天界から派遣された、イツ花のサポートを受けつつ、神との間に子を生すことになる。そして、その一族は朱点童子打倒の悲願を達成するまで戦い続ける。

## ゲーム内容
このゲームはまず前述の源太とお輪の子（初代当主）に名前を付け、天の声の言うままに最下層の神様と子供をつくることから始まる。
その後は任意の迷宮に行き、敵を倒すことで奉納点を手に入れ、より強い神様と契ることで子をつくり、いつかは父の仇である朱点童子を倒し、一族にかけられた呪いを解こうというもの。累々と代を重ねてゆくことで強くなっていくシステムから、ゲームアナリスト平林久和などは競走馬育成シミュレーションゲーム『ダービースタリオン』シリーズとの類似性を指摘している。
プレイスタイルやプレイヤー個人の事情に合わせた4つのモードが最初から用意されており、エンディングまでの所要時間や難易度はそれによって異なる。
一見して自由度が高そうだが、迷宮探索に費やす時間には制限があり、あまりのんびりしているとなにもしないうちに終わる可能性もある。またなにより、一族は短命の呪いゆえに長くて2年程度しか生きられないという絶対的な縛りがある。この時間の縛りは同じく桝田省治が関わった『リンダキューブ』『我が竜を見よ』『勇者死す。』などに通じるところがある。
朱点童子を倒していない場合、一族の総人数が256人になると朱点童子を倒したことにされエンディングに突入、強制的にゲームが終了する。朱点童子を倒した経緯なども全く描かれず、分岐エンディングというわけではなくあくまで強制終了という形になる。
「短命の呪いゆえに長くて2年しか生きられない」という設定だが、「健康度が0でなければ討伐を続行できる」というゲームの仕様を利用して無理やり20〜30歳程度まで生かし続けることも可能である。なお、健康度が0に近づくとキャラクターのパラメータが極度に低くなるためにおよそ戦闘に堪えられなくなり、ゲーム攻略面でのメリットはほとんどない。また、一族滅亡（ゲームオーバー）につながる危険性も高い。
ゲーム中の日付は西暦だが、生年月日の入力は和暦（昭和または平成）で行う。理由は「40代以上には生年月日を即座に西暦で思い出せない方が時々いるため」。また、明治と大正に対応していないのは「さすがに75歳以上（発売当時）で俺屍はやらんでしょう」という判断から。昭和は1年1月1日から64年1月7日まで、平成は1年1月8日から99年12月31日まで入力可能。また、閏年でない年の2月29日は入力できない。

## 登場人物
主人公一族
朱点童子と戦い敗れた、源太とお輪の血を引く一族。
名前などは（姓3文字、名3文字の計6文字の範囲内で）自由に設定できる。
イツ花（イツか）
声：吉田古奈美（現在名は吉田小南美）
天界から一族をサポートするために遣わされた少女。鼻メガネと左から黄、赤、緑の3本のアホ毛が特徴。性格は大雑把で、本人曰く「風邪を引かないだけが唯一のとりえ」。全体的に悲壮感が漂う雰囲気を持ち前の明るさで盛り上げる。口癖は「バァーンと」。お使いから町内会・近所づきあい、さらには一族の子供が初めて身に着ける武器防具の製作まで行うスーパー執事。ある神と容姿が非常によく似ているが、それについては「その神様に憧れて同じ髪型にしている」と説明している。だがその割には一族とその神が交神する際には色々とその神を貶す発言をする。なおその正体は、大照天昼子の生前の身体に、魂の残りカスが宿ったもの（リメイク版で明言されている）。
名前の由来は、「人」をもじり「イ」、「川」をもじり「ツ」、「イツ花」は五つの花弁を持つ桔梗をあらわしている。
黄川人（きつと）
声：高山みなみ
自称、天界からの使いっ走り。中性的な容姿で朱色の髪をした美しい少年。オロチ柄の桃色の上衣を着物なしで直に着用している。実体はなく霊体として現れる。天性陽気な性格をしているが皮肉屋であり、辛辣な発言が目立つ。一族の討伐を案内してくれ、ゲーム序盤は戦闘上の心得や迷宮の背景を教えてくれる。後半以降は物語の重要なエピソードを話してくれる。また、過去に姉がいたと、本人は語る。終盤、彼の不可解な言動の意味や出生の秘密が明らかとなる。リメイク版ではある条件を満たすと、彼によく似た「朱星ノ皇子」という神と交神できるようになる。説明書にはイツ花とセットで「いつかきっと」になる、と名前の覚え方が書かれている。
名前の由来はイツ花と対応しており、「桔梗」の頭文字から「黄」、「ツ」をもじり「川」、「イ」をもじり「人」。
源太（げんた）
声：屋良有作
一族の初代当主の父親。朱点童子に殺害された後も「当主ノ指輪」に宿り、一族を見守る。また剣士の奥義「真空源太斬」「源太両断殺」の創作者でもあり、条件を満たすとこれらの奥義を復活させ剣士が使うことができる。
お輪（おりん）
声：小山茉美
一族の初代当主の母親。朱点童子によって捕われの身に。終盤で実は天女の双子の姉であることが判明する。
朱点童子（しゅてんどうじ）
声：堀内賢雄
大江山に本拠地を持つ、鬼の総首領。3本角の巨漢で右の角が折れている。怒りや恨みを持って死んだ動物や人、あるいは物を鬼へと変え、世界に災いをもたらすようになる。ただし、これは狭義である（正しくは鬼朱点）。広義は「神と人との間に生まれた、神を超える（可能性のある）力を持った子」である。物語中の朱点童子は主人公（とその子孫）、黄川人、太照天昼子（生前）の3人。
若い娘
声：根谷美智子
朱点童子が内部に潜んでいた娘。自分を助けようとした源太を騙し討ちさせられる。直後、源太に接吻しようとするが朱点童子に内側から喰われ死亡する。
雷電五郎（ライデン ゴロウ） / 太刀風五郎（タチカゼ ゴロウ）
天界の神。寒さに苦しんでいた下界の人間に、禁じられていたものの火と風の操り方を教え、罰として九重楼に幽閉される。人間が火と風を争いの道具にするようになり、絶望している。なお「雷電」・「太刀風」は同名の力士の四股名から、「五郎」は雷鳴の擬音から取られている。
大江ノ捨丸（オオエノステマル）
大江山討伐隊の一人。片羽のお業を捕らえた張本人。元は夜盗であったが、傭兵として大江山を襲撃し、その功績から貴族の養子になったが朱点童子に殺され鬼に変えられる。天界の神々が自分たち朱点童子に戦いを挑んでことごとく返り討ちにあい鬼に変えられた武士たちではなく主人公一族に救いの手を差し伸べたことを逆恨みにしている。
敦賀ノ真名姫（ツルガノマナヒメ）
褐色の肌と青い眼をした人魚の姿の神。度々下界に人魚の姿で現れていた。人魚の肉は不老不死の効果があるという迷信で猟師に捕らえられ肉を削り取られ、不老不死の効果がないと知れると見世物にされる。最期は犬の群れに投げ出されるが、神であるためどんなに体が傷ついても死ぬことはなかった。
その後、忘我流水道に流された真名姫は当時忘我流水道にいた朱点童子に瀕死の傷を介抱され心を通わせ、朱点童子に協力する。
九尾吊りお紺（クビツリオコン）
声：ならはしみき（PS版）
鳥居千万宮の主。元は普通の人間。ある赤子(朱点童子)を拾った影響で、買った宝くじが次々と当たり幸せを築くも、夫に金を持って蒸発されて絶望し、首吊り自殺を遂げる。「九尾吊り」は九尾の狐と首吊りを、「お紺」は狐の鳴き声と首に残った縄の跡を掛詞にしている。
赤猫お夏（アカネコオナツ）
神の一人。突如天界の頂点に立って昼子を快く思わず、衝突を繰り広げていた。天界で火事を起こしたことが原因で昼子に化け猫の姿に変えられて天界を追放された。なお、「赤猫」は放火の隠語。
崇良親王（アガラシンノウ）
鎮魂墓の主。生前は100年前の帝の実弟。人格者で人望も厚かったが、兄の恨みを買い、無実の罪で捕えられ処刑された。鎮魂墓に祀られるも、その恨みの深さ故に意味を成さず、朱点童子によって鬼となる。モデルは早良親王で名前の由来は早良親王と崇徳天皇。
片羽のお業（カタハノオゴウ）
声：小山茉美
天女。下界の男に恋をして夫婦となり、子供を授かるが、夫は捨丸たちに嬲り殺され、本人は我が子を守るために自分から身を差し出し見世物小屋に売り飛ばされるが、終いには人間たちに嬲り殺され、以来彼女の怨念は相翼院を彷徨うこととなった。オープニングで語られる天女とは彼女のことであり、お輪こと「片羽のお輪」は双子の姉。
氷ノ皇子（コオリノオウジ）
声：森川智之
天界屈指の実力者である男神。かつて天界一の美丈夫と謳われ、人間に最も慈愛を向けた神だったが、人間に自らの血を与え続け、氷の体となった。血の大半を失った現在もなお、朱点童子の半分近いほどの実力を有する。神を憎む朱点童子が唯一、一目置いている存在でもある。
朱点童子を育てた者の一人で、拾った赤子に朱点という名を与え、乳の代わりに自らの血を与え育てた。そのため、朱点童子を「私のかわいい息子」と呼んでいる。
太照天夕子（タイショウテン ユウコ）
声：根谷美智子
天界の元指導者で太照天昼子の後見人、また物語序盤で主人公にことのあらましを語った。「太照天」は天照大神から。
太照天昼子（タイショウテン ヒルコ）
声：吉田古奈美
天界最高位の女神。夕子の養女で神々が主人公と関わることを決定した人物であり、イツ花をサポート役として派遣した張本人。「昼子」はヒルコから。
なお、裏京都モードでは彼女と戦うことができる。
ナレーション
声：屋良有作

## 用語

### 一族と天界に関わる用語
短命の呪い
一族にかけられた2つの呪いの1つ。急速に成長する反面、生後1年半から2年程度で寿命を迎える。
種絶の呪い
2つの呪いの1つ。人と交わり、子供を作ることができなくなる。ただし、神との間には子供を作ることが可能であるため、一族は交神の儀を執り行うことで、その血を子孫に伝えていくことになる。
当主
「源太とお輪の子供」が初代当主。それ以降は、当主が死ぬたびに存命中の一族の誰かに2代目当主、3代目当主、……と引き継がれていく。当主が死んだ時に引き継がせる相手がいない場合はそこでゲームオーバーとなる。一族全員が死に絶えない限りは誰にでも引き継ぐことができるので、よほど交神の儀を怠らない限りはまず一族全滅によるゲームオーバーは起こらない。
2代目以降の当主に指名された者は、初代当主の名前を代々襲名していき、当主の座を次代に譲るまで（つまり死ぬまで）この名で扱われることになる（ただし、一族史などの過去の記録においては存命中でも元の名前のまま）。
また、当主は「当主ノ指輪」と呼ばれるアイテムを強制的に装備することになる。これはステータスをアップさせるだけでなく、アイテムとして使えば一回の討伐で一度だけ源太の霊を呼び出し、敵に大ダメージを与えることもできるものだが、決して装備品からはずすことができない。
交神の儀
一族の者と神とが交わり、子を生す儀式。交神ができるのは生後8ヶ月（元服）以降。交神の儀を執り行うと強制的に1ヶ月が経過する。
なお、新しい子が誕生するのは交神の儀から2ヶ月後である。ただし月をまたいで討伐を続行した場合は、帰京した月の誕生となる。
神
このゲームにおける神とは、不老不死の方法を見つけたことにより、地上を去っていった者たちのことである。最初は108柱の神がいるが、しかしその中には、朱点童子の呪いによって鬼に姿を変えられている者も多い（解放されていない神は「行方不明」と表示される）。一族の中で優れた人物が「氏神」として登録されることもある。
朱ノ首輪
朱点童子の呪いによって鬼に姿を変えられてしまった神は、戦闘で朱の首輪を奪えば解放することができる。ただし、呪いは神ごとにすべて異なり、それを解く条件を満たさない限り、決して朱の首輪を奪うことはできない。

### 戦闘に関わる用語
術
通常のRPGにおける「魔法」と同じ。術の名称は、神の名にちなむものが多い。このため、読みにくいものや効果のわかりにくいものもあり、術のコマンドには読み仮名と術の簡単な説明がついている。このゲームでは、攻撃系の術には同じ術を複数人で同時にかけることで威力を強化する（具体的には術者が一人増えるごとに3、5、7…倍と威力の倍率が2ずつ加算される）併せ技もあるが、特に攻撃力アップや回避率アップなどの補助系の術の重ね掛けが威力を発揮する。術の書かれた巻物の大半が鬼たちに奪い取られた状態となっているため、巻物を取り返していくことで新たな術を覚えられるようになる。一度登録された術は一族が使用可能な能力値に達することで月替わりに自動的に会得する。
奥義
己の「健康度」と引き換えに、強力な攻撃をすることができる。奥義は「職業」によって異なる（各職業に4種類ずつ存在する）。また、奥義の名称には編み出した者の名前が付く（ただし、その時点での「当主」が奥義を編み出した場合は、「初代当主」の名前が付く）。奥義は親子の職業が一緒であれば訓練で代々継承させられる。奥義継承が途中で途絶えても後の職業が同じ子孫の能力が高ければ奥義を復活させることが可能。
属性付き装備品
火、水、風、土いずれかの属性が付いた武器で攻撃をした場合、その属性の技が敵のそれより勝っていれば、与えるダメージが1.5倍〜2倍になる。また、他にも福、呪属性の付いた装備品もある（効果は装備品によって異なる）。
戦利品スロット
戦闘開始直後に画面下部に表示されるスロット。敵が持っているお宝（お金やアイテム）を表す（未入手のアイテムは黄色い文字で表示）。3つのスロットが止まって表示されたものが、敵の大将を倒したときに得られる戦利品となる（★印はハズレ）。出現率が決まっているので目押しは不可。
なお、同じ戦利品が3つ揃うと戦勝点が2倍に、★印が3つ揃うと戦勝点が3倍になる。
熱狂の赤い火
迷宮内で、討伐の残り時間を示す「青い火」の中に、稀に「赤い火」が混ざっていることがあり、これを「熱狂の赤い火」と呼ぶ。この時間帯に限り、戦利品スロットの確率が逆転する。すなわち、入手しにくいアイテムを入手する絶好のチャンスとなる。
隊長
出撃隊（最大4名）の中に当主が含まれている場合は優先的に隊長となる。当主が含まれない場合は出撃隊の中から隊長に任命しなければならない。
戦闘中に隊長の体力が0になった場合、他のメンバーがどれほど元気であったとしてもその戦闘はこちらの負けとなり、出撃隊は強制的に京へ帰還させられる。
大将
一族の出撃隊に隊長がいるのと同様、敵グループには「大将」がいる。大将を倒せば、他に敵が残っていたとしてもその戦闘はこちらの勝ちとなり、戦闘終了となる。
大将は、戦局が不利になるとすぐ逃亡してしまう（その場合は、残った敵をすべて倒すことで勝ちとなる）。大将が逃亡する際にはスロットに出た戦利品を必ず全て持って逃走するので、入手したいアイテムがスロットに出た場合は大将を逃がさないように戦術を工夫する必要がある。
戦術の提唱
大将を除いた戦闘参加者はターン毎に3つの戦術を提唱する。このいずれかを採用していれば何も問題はないが、拒否（提唱された戦術から選ばず自分でコマンドを選択する）ばかりしていると忠誠心が下がっていく。提唱する戦術には個人の性格が反映され、積極果敢な者は攻撃一辺倒の強攻策を、慎重な者は補助術や回復を提唱する傾向にある。
戦勝点
通常のRPGにおける経験値と同じ。頭数で割られる仕組みとなっているため、短期育成のため敢えて少人数の部隊を編成するなど工夫が必要。モードに応じた倍率が設定されている。
奉納点
戦闘に勝利したときに戦勝点とともに得られる。よい「遺伝情報」を持つ神と交神するためには、それだけ多くの奉納点を必要とする（氏神の奉納点は、同程度の遺伝情報を持つ他の神々と比べやや低めに設定される）。

### その他
反魂
親が健在で子供が戦闘で死亡した場合、親の命と引き換えに子供を蘇らせることができる。生き返った子供は親の髪の毛や肌の色に変化する。

## パラメータ

### 能力・素質・遺伝情報のパラメータ
ここでは、心技体と火・水・風・土を組み合わせた計12種類のパラメータの意味と、各パラメータに対する「能力」「素質」「遺伝情報」の違いを説明する。
- 心のパラメータ
  - 心の火‐この値が高いと攻撃的な作戦を好む。忠誠心の上下幅が大きい。
  - 心の水‐この値が高いと体力回復を優先する。家出しにくい。
  - 心の風‐この値が高いと敵の弱点を突きたがる。家出する条件が浅く広い。
  - 心の土‐この値が高いと防御を重視する。家出しにくい。
- 技のパラメータ
  - 技の火‐火属性の術の威力と防御力に関係する。
  - 技の水‐水属性の術の威力と防御力に関係する。
  - 技の風‐風属性の術の威力・防御力と、全ての術の成功率に関係する。
  - 技の土‐土属性の術の威力・防御力と、術全般に対する抵抗力に関係する。
- 体のパラメータ
  - 体の火‐物理攻撃の攻撃力に関係する。
  - 体の水‐体力の最大値に関係する。
  - 体の風‐敏速性、命中率、回避率に関係する。
  - 体の土‐物理攻撃に対する防御力に関係する。

能力
上記12種類のパラメータの「現在の強さ」。レベルアップ時に上昇するほか、アイテム（各種強壮薬など）の服用や装備品によって上昇させることも可能。さらには、戦闘中に術を唱えることで味方のパラメータを一時的に上昇させること（および敵のパラメータを一時的に減少させること）も可能。
素質
上記12種類のパラメータの「能力の伸びやすさ」の目安となる値。素質が高いほどレベルアップ時に能力が伸びやすい。
素質は親の遺伝情報に左右され、生まれるときに決まり、生涯変化しない。
各キャラクターの素質は、メニュー画面から「棒グラフ」で確認できる（数値として見ることはできない）。また、最も高い素質の属性は瞳（心）、髪（技）、肌（体）の色に表れる。なお、取扱説明書では「（素質は）各パラメータの『成長予想』くらいな感じで理解してください」という大雑把な説明がなされている（P50）。実際、キャラクターの成長は職業や年齢などの影響も受けるため、素質通りの成長をするとは限らない。また、ゲーム中で見られる棒グラフの長さがブレていることからわかるように、同じ素質でもキャラクターにより成長限界には差がある。
遺伝情報
上記12種類のパラメータそれぞれについて、「母の母の遺伝情報」と「母の父の遺伝情報」のうちの一方が「母系遺伝情報」として、また「父の母の遺伝情報」と「父の父の遺伝情報」のうちの一方が「父系遺伝情報」として、子供の血の中に引き継がれる。
各パラメータとも、「母系遺伝情報」「父系遺伝情報」の一方のみが、その子供の素質として現れる。逆に言えば、他方は素質としては現れず、血の中に眠っている。そのため、仮に両親の遺伝情報に比べ子供の素質が低かったとしても、さらにその子供（つまり孫）には祖父母の遺伝情報による高い素質が現れることもありうる（隔世遺伝）。
なお、各キャラクターの持つ遺伝情報は、交神の儀の直後に数秒間表示される棒グラフでしか見ることができない。

### その他のパラメータ
以下のパラメータは、「健康度」と「忠誠心」以外は他のRPGでも馴染み深いものばかりであるが、特に「健康度」はこのゲームを特徴づけるパラメータとして重要な意味を持つ。
攻撃力
「体の火」と武器の強さによって決まる（ただし「健康度」の影響も受ける）。
防御力
「体の土」と防具の強さによって決まる（ただし「健康度」の影響も受ける）。
敏速力
「体の風」と装備品によって決まる（ただし「健康度」の影響も受ける）。
体力
通常のRPGにおける「HP」と同じ。最大体力の値は「体の水」の値に等しい（ただし「健康度」の影響も受ける）。
戦闘で攻撃を受けたときはもちろん、迷宮内を走るだけでも減る。アイテムや術で回復が可能。
京に帰れば最大体力まで回復するが、健康度によっては最大体力そのものが減る。
技力
通常のRPGにおける「MP」と同じ。術を使うたびに減る。アイテムで回復が可能。
京に帰れば最大技力まで回復する。
健康度
このゲームを特徴づけるパラメータの1つ。
健康度は通常100であるが、「奥義」を用いたり、体力を消耗させたまま（目安は最大体力の7割以下）回復せずに行動を続けると減少していく。また、戦闘で体力が激減すると自動的に健康度も大幅に減少し、戦闘不能になると健康度も0になってしまう。寿命が近づくと何もしなくとも急激に減少する。
健康度が低下すると、それと連動して翌月の攻撃力、防御力、敏速力、最大体力も低下する。また、健康度が極端に低くなると、天寿を全うすることなく死亡することもある。したがって、このゲームでは体力をこまめに回復し、健康度をなるべく減らさないように努めることが何よりも重要となる。
健康度は京に帰ればある程度回復する（若いほど大幅に回復する）が、自宅で休養したり、漢方薬の服用やアイテムの使用によってさらに回復できる（ただし、健康度を回復しても寿命が延ばせるわけではない）。逆に京に疫病が流行することがあり、これに感染すると一時的に健康度が減少する。
忠誠心
忠誠心は通常100であるが、「提案した戦術がことごとく隊長に無視される」「健康度が万全なのに討伐に参加させてもらえない」「呪われた装備をしている」などの理由で少しずつ減少していく（ただし後者はある程度の年齢になると気にしなくなる）。忠誠心が低いキャラクターは、お金やアイテムを持って突然「家出」することがある（家出したキャラクターは二度と戻ってこない）。したがって、忠誠心が低くなった場合には、「出撃隊の隊長に任命する」「提案した戦術を採用する」「交神する」「名品珍品を授与する」などで忠誠心を上げなければならない。
年齢
○歳Xヶ月と表記される。0ヶ月から7ヶ月までは幼年期、8ヶ月から1歳2ヶ月までが成人期、1歳3ヶ月以降は老年期となる。ステータスの上昇割合や健康度の回復具合は、この年代区分に左右される。0歳1ヶ月までは訓練期間であり、出陣できない。また、8ヶ月で元服し、交神の儀ができるようになる。

## 職業
新たな子供が誕生したとき、名前と共に「職業」も決定しなければならない。一度決めた職業は変更できない。
最初から選択できる職業は「剣士」「薙刀士」「弓使い」の3種類しかないが、「指南書」と呼ばれるアイテムを入手することで、最大8種まで種類を増やすことができる。以下、職業の種類と特徴について解説する（なお、初代当主とその第一子の職業は性別に合わせてそれぞれ「剣士」「薙刀士」に固定されている）。また、職業の能力はあくまで一般論であり、実際には前述の素質や成長ペースの影響も受ける。
剣士
最初から選択できる。武器は刀。
攻撃力・防御力共に高く、安定した力を見せる。ただし、攻撃できるのは奥義や術を使わない限り、前列の一体だけで、また攻撃するためには自らも前列に立たなければならない。リメイク版では都を復興させると製作できる「特注の刀」に（倒した大将敵に応じて）様々な能力を付けられるため、それを生かすことも戦いの鍵となる。
薙刀士
最初から選択できる。武器は薙刀。
攻撃力は中の上程度だが、防御力は高めで前列の敵を全て攻撃できるため（最大4匹）、中盤までは使いやすい。薙刀という武器の特質上、女性専用の武器が多い。
弓使い
最初から選択できる。武器は弓。
攻撃力は高いが、防御力がやや低い。敵単体しか攻撃できないものの、どの敵も攻撃できるため、最初から敵の大将を狙い撃ちするような戦い方もできる（ただし後列に対しては命中率が下がる）。飛び道具を使うため、前列でも後列でも戦えるが、防御力の関係から後列に配置するのが基本である。
槍使い
「槍の指南」を入手することで選択できる。武器は槍。
攻撃力・防御力共に高い上に、前列から攻撃すれば、敵を貫通して、後列の敵にもダメージを与えられる。リメイク版では奥義が一部変更されている。
拳法家
「拳の指南」を入手することで選択できるようになる。武器は拳爪。
基本攻撃力・守備力共に普通。ただし、回避率が高く、攻撃面でも連続攻撃を繰り出すことがある。また、全職業の中で最も素早く、高い確率で先手を取ることができる。リメイク版では後列からでも敵の前列に攻撃できるようになり（ただしその場合連続攻撃はできない）汎用性が増した。
壊し屋
「槌の指南」を入手すると選択できる。武器は鎚。
攻撃力・守備力共に最高であるが、素早さや術の力は最低という極端なステータスを持つ。迷宮のボスクラス以外の敵ならばほぼ一撃で倒せるが、命中率に難があるため、肝心なところで攻撃が当たらないことも珍しくない。
大筒士
「筒の指南」を手に入れると選択できる。武器は単発銃と散弾銃。
単発銃は敵単体に弓と同等の攻撃力を発揮する。一方、散弾銃は攻撃力こそ低いものの、前列ならばすべての敵に、後列ならば敵前列にダメージが与えられる。欠点は防御力が最低クラスであることと成長ボーナスのある武器が無いことである。
踊り屋
「扇の指南」を入手すると選択できる。武器は扇。
攻撃力は最低だが、敵の前列もしくは後列全員を攻撃できる。守備力も低いが、専用防具が多いため、大筒士よりは高い。特徴としては術・奥義の威力が高く、術の習得スピードも抜きん出ている。また、拳法家に次ぐ素早さも持つ。リメイク版では奥義が一部変更されている。欠点は奥義の習得スピードが圧倒的に遅いこと。

## 迷宮とボス
ここでは、討伐に行くことができる迷宮、およびそこにいるボスキャラクターを紹介する。最初から全ての迷宮に行くことはできず、最初からいける迷宮でもゲームを進めないと行けないエリアがあり、出現しないボスもいる。ボスキャラクターは一部を除いて、一度倒しても毎年1月に復活する。
ボスキャラクター名の後ろの★印は、「朱の首輪」を奪うことによって神として解放されることを表す。解放されたボスキャラクターは二度と登場しなくなる。
鳥居千万宮
元々は多くの人々の信仰を集めた霊験あらたかな神社だったが、ある事件を契機に寂れ、鬼の住処となる。イツ花曰く、「土と火の属性が高い鬼や妖怪がやや多い」。モデルは伏見稲荷大社。
無限鳥居一〜万 → 暗黒大鳥居 → 拝殿 → 大玉殿 → 孤美姫の間 → 未の印
ボス稲荷ノ狐次郎（★） - 暗黒大鳥居
ボス九尾吊りお紺（★） - 孤美姫（こびき）の間
ボス三ッ髪 - 未の印
相翼院
子供の身代わりに殺された天女を祀る寺院。イツ花曰く、「水と風の属性が高い鬼や妖怪がやや多い」。モデルは平等院。
片翼の水鏡 → キサの庭 → 天女の小宮 → 奥の院 → 鬼子母の間 → 不の印
ボス歓喜の舞（4匹） - キサの庭
ボス片羽ノお業（★） - 鬼子母の間
ボス二ッ髪 - 不の印
九重楼
人間に火と風の御し方を伝えた罰として2柱の神が幽閉されている九重の塔。イツ花曰く、「階層ごとにさまざまな鬼や妖怪がいるので総合的な力が問われる」。モデルは法観寺・八坂の塔。
四年坂〜六年坂 → 七天門 → 八起苑 → 九重楼 → 風雷の間 → 無の印
ボス七転斎八起（★） - 八起苑
ボス太刀風五郎&雷電五郎（★） - 風雷の間
ボス六ッ髪‐無の印
白骨城
朱点童子が、大江山で斃れたものたちの骨で作った城。6月〜8月だけ姿を見せる。イツ花曰く、「ジワジワ効いてくるいやらしい術を使う鬼や妖怪が多い」。モデルは六波羅。
夢残ヶ原 → 1〜5ノ丸 → アシゲの祭壇 → 6〜11ノ丸 → テウチの祭壇 → 12〜17ノ丸 → 英霊の間 → 死の印
ボス恨み足 - アシゲの祭壇　※大江ノ捨丸を神として解放すると登場しなくなる。
ボス右カイナ&左カイナ - テウチの祭壇　※大江ノ捨丸を神として解放すると登場しなくなる。
ボス大江ノ捨丸（★） - 英霊の間
ボス四ッ髪 - 死の印
大江山
鬼たちの最大拠点。11月〜12月のみ入ることができる。また、ゲーム後半では入れなくなる。イツ花曰く、「ここに巣くう鬼や妖怪は他の迷宮に比べてケタ違いに強い」。モデルは大江山。
1合目〜終合目 → 仁王門 → 朱雀大路 → 朱点閣去る橋 → 朱点閣
ボス太り仁王&痩せ仁王 - 仁王門
ボス石猿田衛門（★） - 朱点閣去る橋 ※石猿田衛門は朱点童子（鬼朱点）を打倒しても解放される
ボス朱点童子（鬼朱点） - 朱点閣
親王鎮魂墓
100年前の帝が自分の弟を無実の罪で生き埋めの刑に処した後、弟の祟りを鎮めるために造られた巨大な墓。イツ花曰く、「ここの鬼や妖怪は総じて土の属性が高いので術が効きにくい」。モデルは崇道神社。
1階 → 地下1階 → 地下2階 → 四面の階段 → 地下3階 → 封の間 → 金色館 → 鎮魂の間 → 奈の印
ボス土偶器（4体） - 四面の階段
ボスアガラ封印像 - 封の間
ボス崇良親王（★） - 鎮魂の間
ボス七ッ髪 - 奈の印
紅蓮の祠
天界から追放された、火遊び好きの化け猫の棲家。イツ花曰く、「火を操る鬼や妖怪が多い」。モデルは有馬温泉。
1ノ宴〜7ノ宴 → 炎舞廊 → 8ノ宴〜11ノ宴 → 炎歌廊 → 12ノ宴〜14ノ宴 → 赤年の間 → 非の印
ボス鳴神小太郎（★） - 炎舞廊
ボス赤猫お夏（★） - 赤年の間
ボス一ッ髪 - 非の印
忘我流水道
ある高位の神によって造られた都の上水道。イツ花曰く、「鬼や妖怪は水の属性が強い」。モデルは南禅寺水路閣。
大疎水下流〜上流 → 人魚の瀑布 → 永久氷室地下1階〜地下3階 → 冷泉の間 → 逸の印
ボス敦賀ノ真名姫（★） - 人魚の瀑布
ボス氷ノ皇子（★） - 冷泉の間
ボス五ッ髪 - 逸の印
地獄巡り
朱点童子の七本の「髪」を集めることで入ることができる最終ダンジョン。モデルは六道珍皇寺。
黄泉坂 → 賽の河原 → 三途の川 → 血の池地獄 or 氷雪針地獄 → 亡者砂漠 → 修羅の塔1界〜終界
ボス脱衣婆&三途の渡し - 賽の河原
ボス大八手（★） - 血の池地獄　※解放後の神の名は「八手ノお墨」
ボス大百足（★） - 氷雪針地獄　※解放後の神の名は「百足お銀」
ボス朱点童子＆八つ髪 - 修羅の塔
ボス阿朱羅 - 修羅の塔

## 京
主人公一族は京と迷宮を往復する。そのため他の町は登場せず、様々なことが京の町では発生する。なお、迷宮中でも戦闘中以外ならいつでも一瞬で京に帰還できる。

### 復興
前述のように京以外の町は登場しないので、アイテムの売買なども京で行う。鬼たちの度重なる襲撃により京の都は荒廃を極めており、初期には利用できる施設がほとんどなく住民たちも離散しているという有様。円滑な進行のためにも得られた資金で投資を行い都の再建を行っていくことが望ましい。投資を一切行わなくとも攻略は可能ではある。
商業部門 - 各地から商人が集まることで商店の数が増え、取り扱う品数や質が高まっていく。
宗教部門 - 神社仏閣が復興され、神への信仰心が高まる。その対価として交神の儀に必要な奉納点が減少する。また、主人公一族の偉業をたたえるための「訳のわからない建物」（例・イツ花曰く「なんて読むのか誰も知らない」神像「大○○毘遮那XX座神像」など。なお、○の部分には主人公一族の当主名が、Xには一族の名字が入る）も建立される。
娯楽部門 - イツ花曰く「バカげたおまけ」への投資。美人画が買えるようになり、幻灯屋（説明書72頁の言葉を借りれば「しょぼいプリクラ」のようなもの）のフレームが増える。
公共部門 - 都の総合力。この部門の投資だけでなく、他の3部門の投資額も影響する。先物取引を行う相場屋の扱う品目と漢方薬屋の漢方薬の品目が増える。リメイク版では「刀鍛冶の剣福」という人物も刀鍛冶として登場し、一族の剣士のために「持ち主の成長に応じて成長し、持ち主が死亡したときに倒した大将敵に応じて特殊な能力が身に付く」特注の刀を製作してくれる。

### 京のイベント
公式討伐隊選考試合
毎年3月と8月に開催される参加自由の試合で、優勝・準優勝すると公式討伐隊に任ぜられる。8月の試合で好成績を残すと3月の試合にも参加できる。公式討伐隊になっても何のメリットも無いが、優勝すれば莫大な賞金（金額は年数と投資額に比例する）と貴重なアイテムが入手できる。また、大量の戦勝点・奉納点を得るチャンスでもある。ただし、参加するとその月は他の迷宮に行くことはできず、「当主ノ指輪」などは使えない。また、後半になると下手なボスよりも強いチームが参戦してくる。
討伐強化月間
大江山と地獄巡り以外の迷宮の一つがランダムに選ばれる。そこで倒した鬼に応じて褒賞金が得られる。ただし、討伐を延長すると褒賞金は得られない。
祭
一定数の神を朱点童子の呪いから解放し、かつある程度復興が進むと季節の祭が復活する。攻略上のメリットは無いが、神の解放や復興の度合いを確かめる基準にはなる。
大売出し
季節の変わり目には都の店が棚卸をするため、アイテムの販売額が1〜4割割引されることがある。
疫病
ランダムに発生する。一族のメンバーが感染すると治癒するまで一時健康度が下がる。
イツ花の報告・進言
所持金と一族のメンバーが一定数を超えるとイツ花が家の増築を進言する。これに応じると翌月、家の改築が行われ、一族の人数の上限が上昇する。他、優れた人物が没した場合、氏神として祭ることを進言する。これらの可否はプレイヤーにゆだねられる。また、攻略には直接関係の無い報告や独り言もまれにある。

## リメイク版

### 変更
- アドホック通信による養子・分社・結魂。
- 赤い火の仕様変更。
- 一部の強力だった職業、術や奥義などが調整されている。
- 一部の敵の能力値や手に入る道具などが変更。ラストボスは攻撃力が大幅に強化されたため、難易度が上昇した。
- 術の併せの威力の増加。
- ダンジョンのボスが復活するタイミングが毎年1月から毎年3、9月の年2回に変更。
- 奥義の健康度の消費が変更。
- 移動中、体力が減少するとダッシュが制限される（画面右下に「健康度 注意」と表示）。
- 神様の遺伝情報・台詞の変更。
- 交神の遺伝仕様の変更（母系、父系遺伝子のうち劣性の遺伝子も遺伝するようになった）。
- PS版ではマス目単位といっていいほど大まかだったマップの座標の区切りが細分化された。故に、操作キャラクターや敵キャラクターの動きも旧作と比べてスムーズになる方向で多少異なる。
- グラフィック面の変更。
- 戦闘終了直後は敵の動きが一時的に停止する。
- 大照天昼子との交神する際の、イツ花の発言内容の修正。

### 追加
- オリジナル武器の製作と形見として子孫への継承。
- 交神回数の多い神様の遺伝情報が上昇。
- 奥義の併せが可能になった。
- ダンジョンの天候によって術などの効果が強化・弱体化されるようになった。
- 神様が増加。パッケージ版に付属しているコードを入力するなど、ゲーム外での行動によって解放される神様も数柱存在する。
- 男物（武者絵）や他の作家によるリメイク記念画など、美人画の増加。
- クリア後に「裏京都」モードを選択できるようになる。

## その他
ジャケットや説明書に写っている子供は桝田の子供と言われていたが2人とも桝田の子供ではない。この２人は、15年後の続編の特典のスペシャルコミックブックの表紙用にも起用された。

## 関連商品
CD『「俺の屍を越えてゆけ」オリジナル・サウンドトラック』
SME・ビジュアルワークス 発売
1999年7月23日
攻略本『俺の屍を越えてゆけ公式指南書〜ソノ血、絶ヤサヌ為ニ〜』
ファミ通書籍編集部 編
エンターブレイン 発行（初版はアスキー社から1999年7月に発行）
ISBN 978-4757701076
2000年6月
小説『俺の屍を越えてゆけ〜呪われし姉弟の輪舞（ロンド）〜』
海法紀光 著
エンターブレイン 発行
ISBN 978-4757713215
2003年2月